# Roger Westman
Roger Westman (Jarrow, 16 settembre 1939 – Londra, 29 aprile 2020) è stato un architetto britannico, che studiò all'Architectural Association School of Architecture di Londra e  divenne noto per il suo lavoro sulla Bioarchitettura..

## Riconoscimenti
- RIBA South West Award 1980
- RIBA National Award 1982
- ETH Zürich Architecture prize 1984
- V&A Illustration Award 1989
- Swiss Architectural Award 1991
- RIBA National Award 1996
- RIBA President’s Award 1997
- Commission for Architecture and the Built Environment 1999
- European Solar Prizes (urban planning) 2000

## Progetti

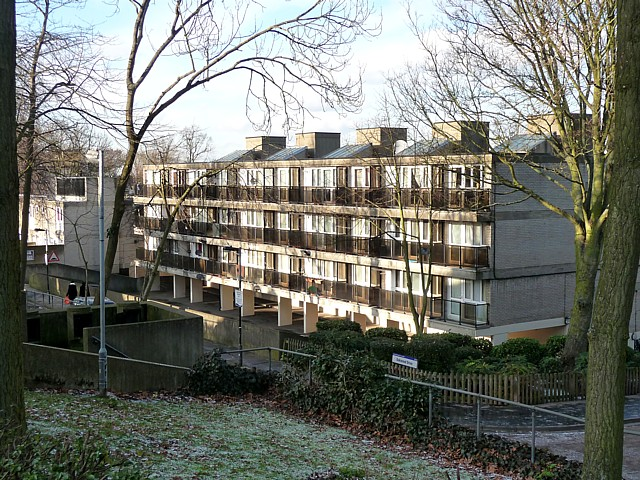
Central Hill Estate, Londra
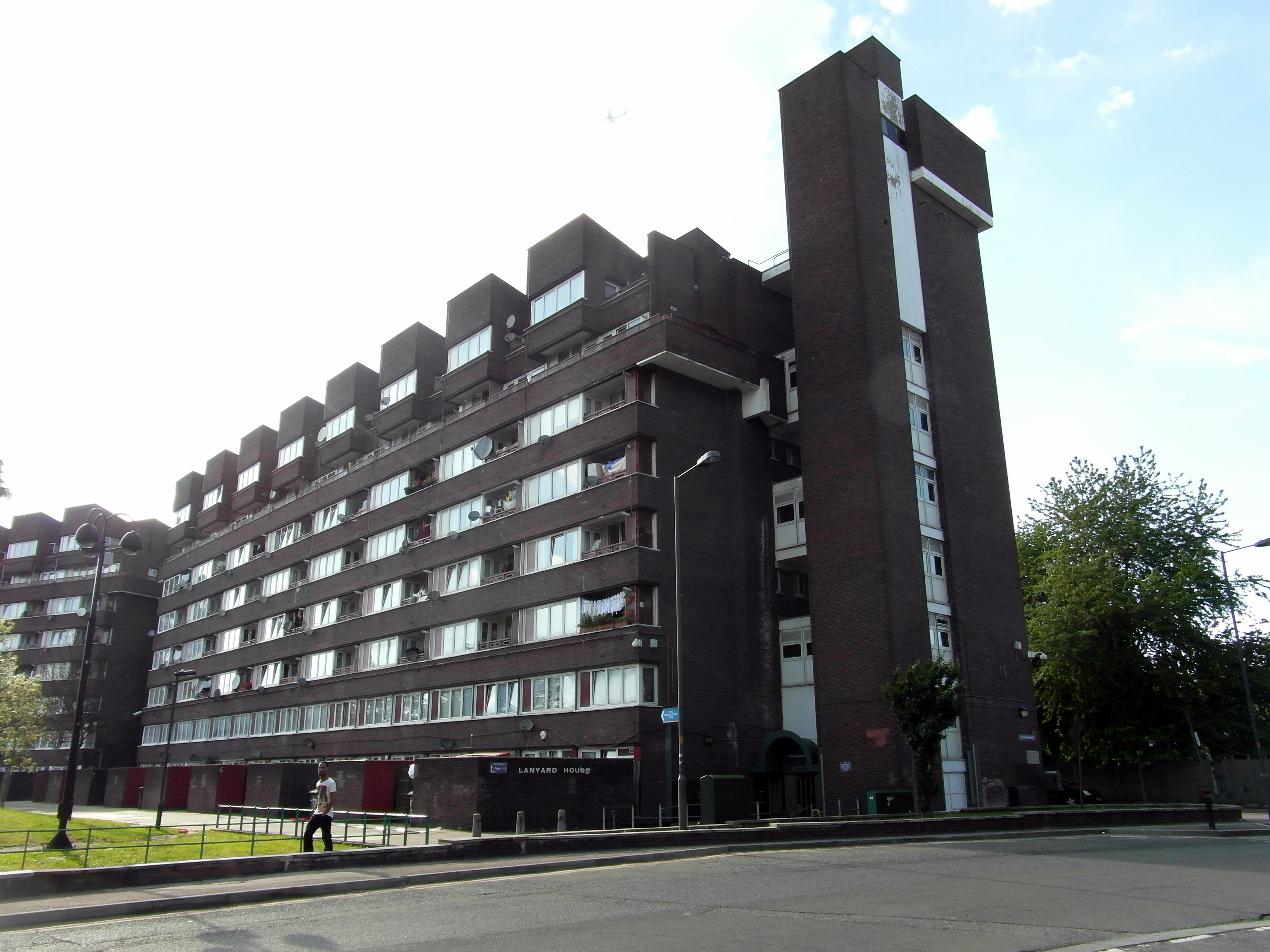
Pepys Estate, Londra
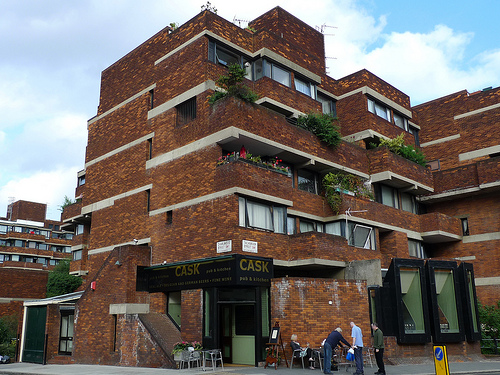
Lillington Gardens, Londra
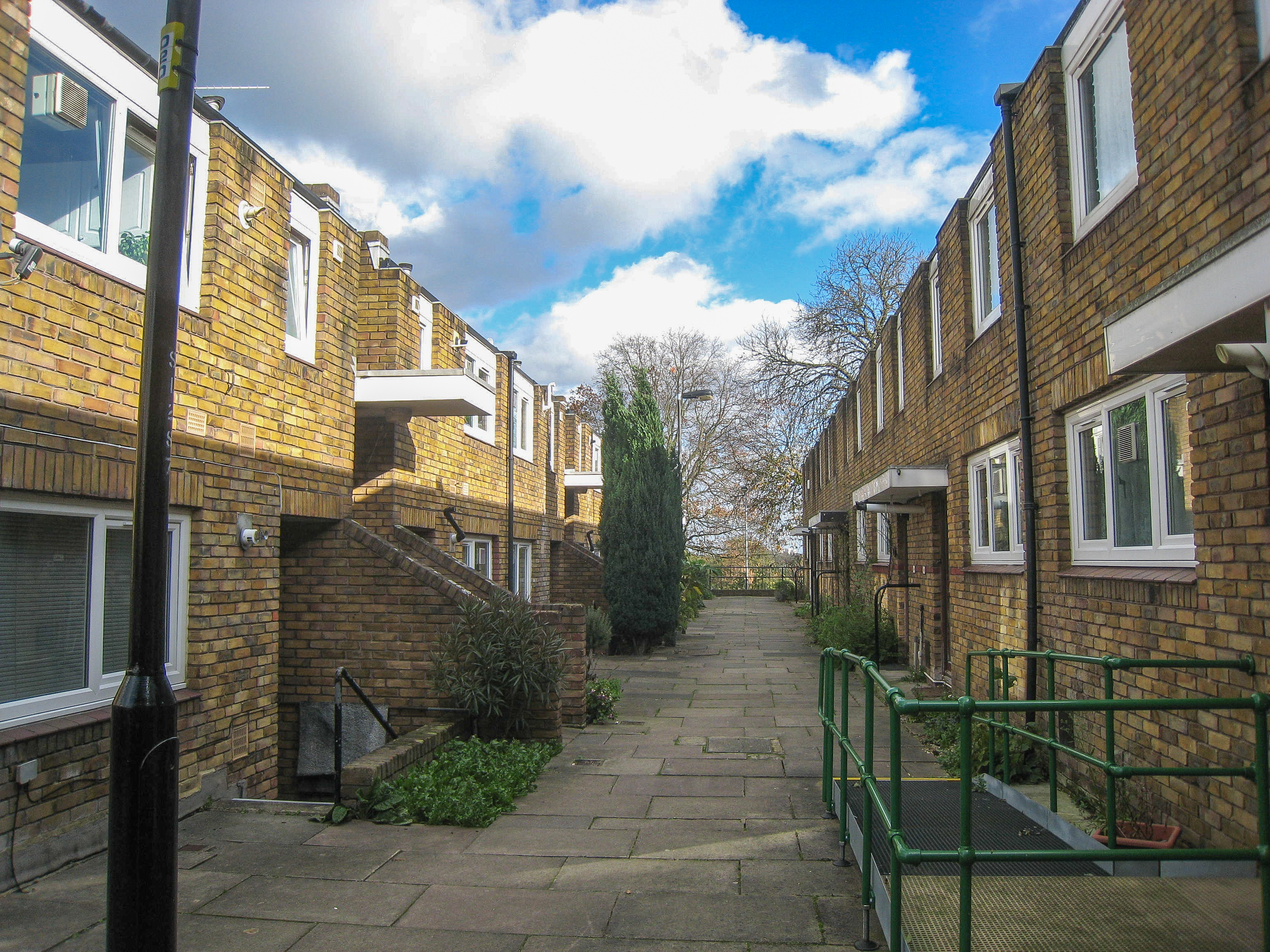
Cressingham Gardens, Londra